# Kozének
Kozének je přírodní památka v okrese Třebíč. Leží poblíž obce Lhánice v místní lokalitě Kozýnek, v nadmořské výšce 365–370 metrů. Oblast spravuje Krajský úřad Kraje Vysočina. Důvodem ochrany je zachování biotopů různých typů suchých pastvin spolu s ochranou rostlin a živočichů na tato stanoviště vázaných. Z chráněných druhů zde nalezneme koniklec velkokvětý (Pulsatilla grandis), vstavač kukačku (Anacamptis morio) a přástevníka kostivalového (Euplagia quadripunctaria).